# Nyambe Mulenga
Henry Nyambe Mulenga (sinh ngày 27 tháng 8 năm 1987 ở Chingola) là một cựu cầu thủ bóng đá người Zambia.

## Sự nghiệp
Nyambe Mulenga khởi đầu sự nghiệp cho Forest Rangers, trước khi ký hợp đồng với ZESCO United F.C. vào tháng 12 năm 2007. Vào tháng 4 năm 2014 anh rời ZESCO United F.C. và gia nhập kình địch Power Dynamos F.C. với bản hợp đồng cho mượn một mùa giải.
Lần gần đây nhất anh thi đấu ở tuyến phòng ngự cho ZESCO United F.C. ở Giải bóng đá ngoại hạng Zambia, trước khi giải nghệ vào ngày 20 tháng 1 năm 2017.
Mulenga là một phần của đội tuyển U-20 Zambia vào đến tứ kết Giải vô địch bóng đá U-20 thế giới 2007 ở Canada. Anh là một trung vệ có thể lực, nên là lý do khi anh bị đuổi khỏi 2 trong 4 trận đấu của Zambia, vì tích lũy đủ thẻ đỏ.
Vào tháng 12 năm 2014 anh bị tai nạn và gãy chân.

## Danh hiệu

### Đội tuyển quốc gia
Zambia
- Cúp bóng đá châu Phi: 2012